# Isla Jekyll
La isla Jekyll (en inglés: Jekyll Island) es una isla de la costa del estado de Georgia en Estados Unidos, concretamente en el condado de Glynn; es una de las islas del mar (Sea Islands) y una de las islas de Oro (golden isles) de Georgia. La ciudad de Brunswick, Georgia, los pantanos de Glynn, y varias otras islas, incluyendo la más grande isla de St. Simons, están cerca. Sus playas son frecuentadas por los turistas y hay recorridos disponibles guiados por la zona de interés histórico del lugar. 
Existen además senderos para bicicletas, paseos por las playas y bancos de arena, un parque de agua, entre otras muchas cosas que los turistas realizan en temporada. El centro histórico se compone de una serie de edificios de finales del siglo XIX y principios del XX. La isla también está llena de vida silvestre, que consta de muchos mamíferos diferentes, reptiles y aves que viven y se reproducen en los pantanos del interior de la isla.

## Véase también

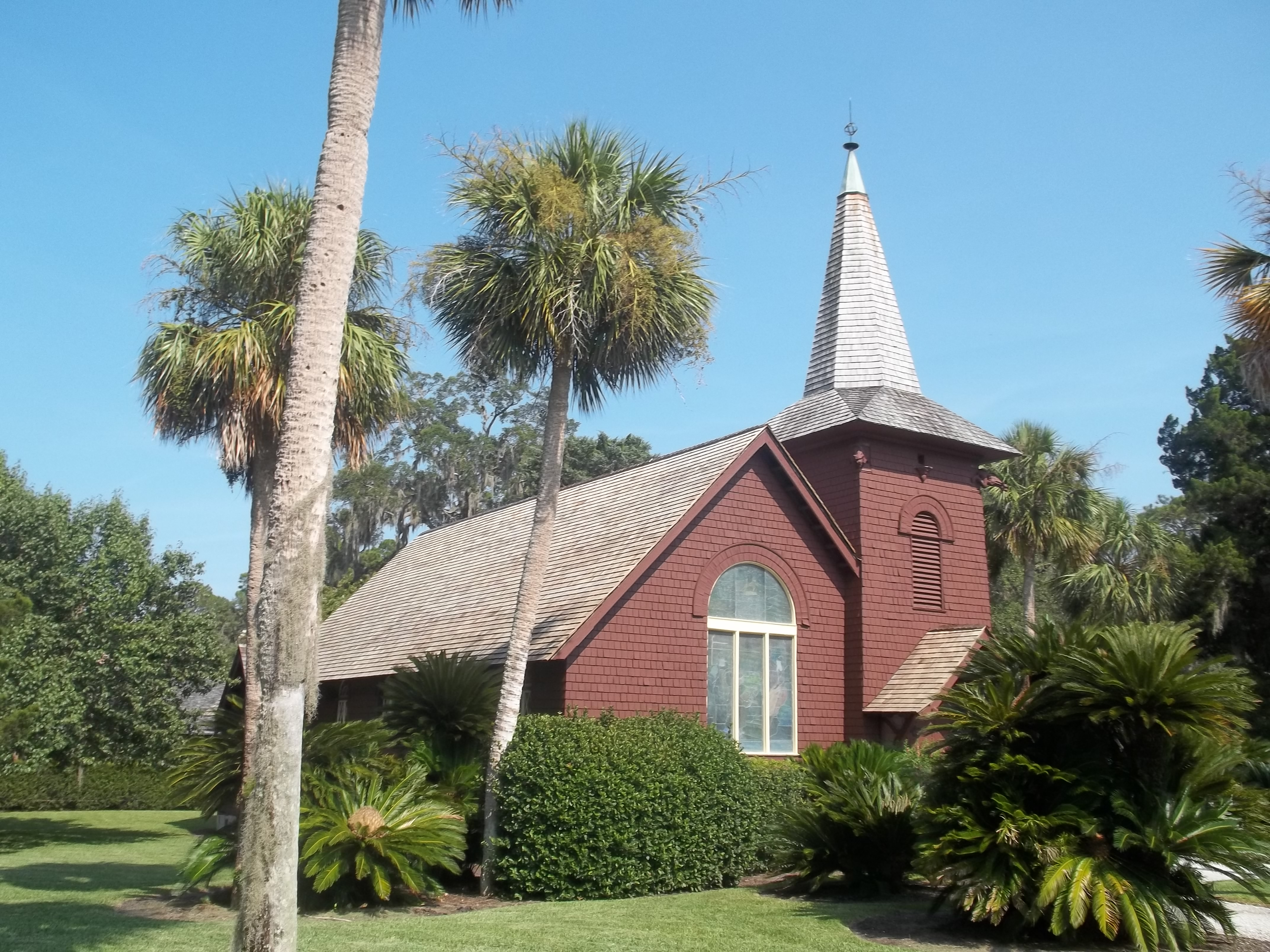
La capilla de la isla